# ريكاردو بالما
مانويل ريكاردو بالما سوريانو(بالإسبانية:Manuel Ricardo Palma y Carrillo)، (ولد في 7 فبراير 1833 - توفي في 6 أكتوبر 1919)، هو كاتب وصحفي، ومؤرِّخ وسياسي بيروفي.

## سيرة ذاتية
وِفقا للمعلومات التي نُشِرت على الحساب الرسمي لمانويل ريكاردو بالما فانه ولد في 7 فبراير عام 1833 في مدينة ليما.
حيث انتقلت عائلة بالما للعيش في ليما بعد هجرتها من المحافظة. وكان والداه قد انفصلا عندما كان لا يزال شابا. حيث تابع تعليمه في مدرسة يسوعية ثم التحق بجامعة سان كارلوس. واضطر بعدها إلى تعليق دراسته لأداء واجب الخدمة التطوعية في بيرو البحرية لمدة ست سنوات.
دخل ريكاردو بالما مجال السياسة، فكان عضوا في المعسكر الليبرالي سنة 1860. ويذكر أنه كان طرفا في مؤامرة فاشلة حِيكت ضد الرئيس البيروفي السابق رامون كاستيلا، والتي أدت إلى نفيه إلى تشيلي الذي غادره لاحقا في أكتوبر 1862. سافر بالما إلى أوروبا مابين سنتي 1864-1865 وعند عودته إلى ليما في عام 1865، استعاد نشاطه السياسي من جديد، حيث شغل منصب قنصل بيرو في بارا، البرازيل، ثم صار عضوا في مجلس الشيوخ في لوريتو، ثم مسؤولا بارزا في وزارة الحرب والبحرية.

## العمل الأدبي

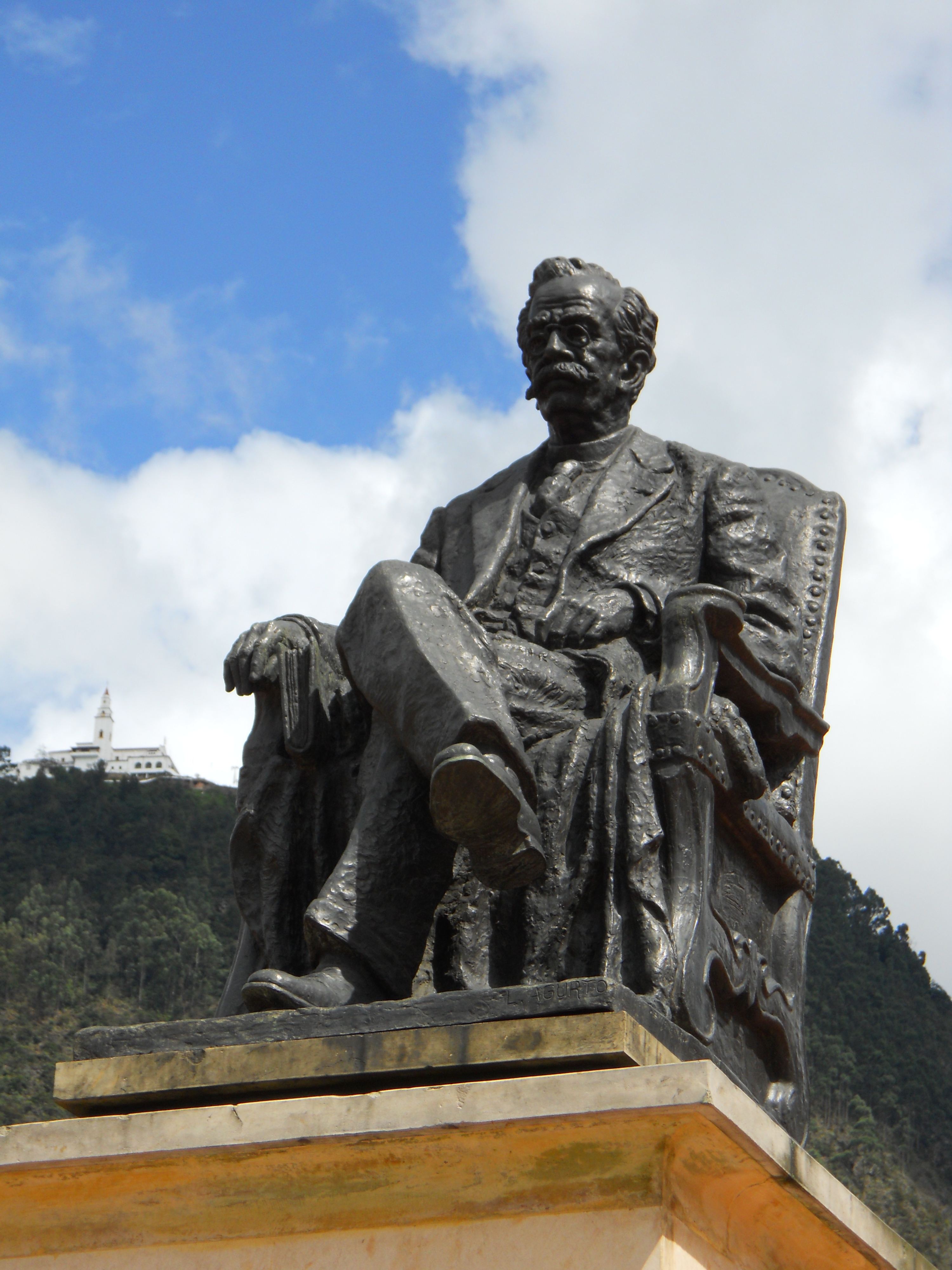
تمثال بالما في بوغوتا

بدأ ريكاردو بالما في نشر أشعاره في سن مبكرة، حيث قام خلال سنواته الأولى بتأليف قصائد شعرية وبعض  المسرحيات الرومانسية (التي أنكرها عنه فيما بعد) . ثم عَمِل محررًا لجريدة الشيطان (بالإسبانية:El Diablo)، ذات الطابع الأدبي السياسي الساخر.
صدر أول كتاب له في عام 1855 وحمل عنوان أشعار (بالإسبانية: Poesías) . اكتسب بالما سمعة (كمؤرخ) في سن مبكرة  خاصة بعد صدور كتابه الذي ألفه عن أنشطة محاكم التفتيش الإسبانية خلال فترة ولاية ملك بيرو.
ويُعتبر ريكاردو بالما أحد أبرز كتاب الأدب البيروفي السياسي الساخر  في القرن التاسع عشر. حيث عمل محررا في الصحيفة الساخرة (الحمار) (بالإسبانية: El Burro)،
ثم محررا مستقلا في الصحيفة الساخرة (بالإسبانية: La Campana). ثم قام لاحقا بتأسيس مجلة لا بروما (النكتة). 

## أبرز مؤلفاته
- رواية التقاليد البيروفية

## روابط خارجية
- ريكاردو بالما على موقع الموسوعة البريطانية (الإنجليزية)